# Udicovkovití
Udicovkovití (Brachionichthyidae) je čeleď mořských ryb náležející do řádu ďasové. Čeleď zahrnuje pět rodů a čtrnáct druhů.
Udicovkovití se vyskytují u pobřeží Austrálie a Tasmánie. Obývají bentickou zónu do hloubky 60 metrů, místo plavání kráčejí po dně pomocí prsních a břišních ploutví. Dorůstají maximální délky okolo 15 centimetrů. Název dostaly podle výrůstku na hlavě zvaného illicium, který připomíná udici.
Za předka udicovek je považována ryba Histionotophorus bassani, žijící v eocénu a nalezená na Monte Bolca v Itálii.
Udicovka australská (Sympterichthys unipennis) byla naposledy spatřena v roce 1802. V březnu 2020 se stala prvním druhem mořské ryby, který IUCN prohlásila za vyhynulý taxon. Velmi vzácná je také udicovka lepá (Sympterichthys politus), avšak u jihovýchodního pobřeží Tasmánie byla objevena nová populace, zahrnující okolo čtyřiceti exemplářů.

## Druhy
- Brachionichthys Bleeker, 1855
  - Brachionichthys australis Last, Gledhill & Holmes, 2007
  - Brachionichthys hirsutus (Lacépède, 1804)
- Brachiopsilus Last & Gledhill, 2009
  - Brachiopsilus dianthus Last & Gledhill, 2009
  - Brachiopsilus dossenus Last & Gledhill, 2009
  - Brachiopsilus ziebelli Last & Gledhill, 2009
- Pezichthys Last & Gledhill, 2009
  - Pezichthys amplispinus Last & Gledhill, 2009
  - Pezichthys compressus Last & Gledhill, 2009
  - Pezichthys eltanini Last & Gledhill, 2009
  - Pezichthys macropinnis Last & Gledhill, 2009
  - Pezichthys nigrocilium Last & Gledhill, 2009
- Sympterichthys Gill, 1878
  - Sympterichthys moultoni Last & Gledhill, 2009
  - Sympterichthys politus (Richardson, 1844)
  - Sympterichthys unipennis (Cuvier, 1817)
- Thymichthys Last & Gledhill, 2009
  - Thymichthys verrucosus (McCulloch & Waite, 1918)